# 新华乡 (天全县)
新华乡，是中华人民共和国四川省雅安市天全县下辖的一个乡镇级行政单位。

## 行政区划
新华乡下辖以下地区：
永安村、落改村、新华村、河堰村、孝廉村、下冷村、银坪村、河下村、柏树村和铜山村。